# Jovan Divjak
Jovan Divjak (Beograd, 11. ožujka 1937. – Sarajevo, 8. travnja 2021.), bio je general Armije RBiH i JNA. Divjak je sudjelovao u ratu u BiH od 1991. do 1995.

## Vojna karijera i rat u BiH
Rođen je u Beogradu, gdje mu je otac, porijeklom iz Bosanske krajine, radio kao učitelj. Završio je 12. klasu Vojne akademije u Beogradu, kurs za zapovjednika bojne, Zapovjedno-stožernu akademiju i Ratnu školu. Kasnije je također završio Stožernu školu francuske vojske. Predavao je na vojnoj školi u Sarajevu. Divjak je 32 godine služio u JNA a bio je i član Titovih osobnih tjelohranitelja.
Rat u BiH zatekao je kao časnik TO RBiH. Vojni sud ga je 1991. osudio na 9 mjeseci zatvora zbog neovlaštenog izdavanja oružja TO, odnosno prodaje oružja za osobnu korist u Kiseljaku. Kaznu je izbegao tako što je dezertirao iz JNA i pridružio se Armiji RBiH. U ratu je postao brigadni general Armije RBiH i pomoćnik načelnika Glavnog stožera armije. Međutim, muslimanski časnici izgurali su ga iz procesa donošenja odluka. Po Divjakovom iskazu, Armiji je služio kao "ikebana" da bi se lažno prikazao višenacionalni karakter Armije RBiH.
Oštro se suprotstavljao islamizaciji armije i zločinima nad Srbima i u tom cilju je u dva pisma (jedno od svibnja 1992. i drugo od svibnja 1993.) molio Aliju Izetbegovića da zaštiti Srbe. Pokušao je spriječiti napad na kolonu JNA u Sarajevu. Kasnije je taj napad okarakterizirao kao ratni zločin.
U Parizu je na francuskom jeziku objavljena knjiga njegovih razgovora pod naslovom "Sarajevo mon amour" (Sarajevo moja ljubavi). Divjak je bio jedan od osumnjičenih od strane MUP-a Republike Srpske za napad 3. svibnja na kolonu JNA u Dobrovoljačkoj ulici. Osnovao je i ugradio sebe u fondaciju "Obrazovanje gradi BiH". Nakon rata, trajno prebivalište postalo mu je Sarajevo, gdje je i umro 8. travnja 2021. godine. Divjak se nacionalno izjašnjava kao Bosanac, što je u više navrata isticao u intervjuima za domaće i strane medije.

## Srbijanska i hrvatska optužnica protiv Divjaka
Divjak je 3. ožujka 2011. zadržan na bečkom aerodromu zbog interpolove tjeralice koju je 2008. podiglo srbijansko Tužiteljstvo za ratne zločine zbog njegove navodne odgovornosti u napadu na JNA vojnike u Dobrovoljačkoj ulici u Sarajevu u svibnju 1992. Taj je potez uzrokovao prosvjede u BiH, dijelom i zato što se 2010. odigrao sličan slučaj kada je Ejup Ganić zadržan u Britaniji zbog istog slučaja, no Ujedinjeno Kraljevstvo odbilo ga je izručiti Srbiji.
U roku od jednog dana, 60-ak je nevladinih organizacija izdalo zahtjev za trenutno puštanje Divjaka na slobodu, među njima i Žene u crnom, Helsinški odbor, Civil Right Defenders i Židovska udruga u Sarajevu. Bivši hrvatski predsjednik Stjepan Mesić također je dao snažnu podršku Divjaku a Glavni odbor Saveza antifašista i boraca Narodnooslobodilačkog rata u BiH (SABNOR) osudio je uhićenje. U kolovozu 2011., nakon pet mjeseci preispitivanja slučaja, austrijske vlasti su zaključile da nema dovoljno dokaza za nastavak suđenja i ukinuli optužnicu te se tako Divjak vratio u Sarajevo.
Hrvatsko državno odvjetništvo podiglo je u ožujku 2017. optužnicu protiv Divjaka i nekoliko drugih časnika Armije RBiH zbog ratnih zločina počinjenih nad Hrvatima tijekom rata u BiH.